# Ca l'Advocada (Montmeló)
Ca l'Advocada és una casa de Montmeló (Vallès Oriental) protegida com a bé cultural d'interès local.

## Descripció
És un edifici de planta quadrada, envoltada encara per una mica de jardí. Té planta baix ai dos pisos. Les cobertes són a dos vessants i terrat sobre la torre mirador. En el primer pis, a la banda sud-est, hi ha una terrassa amb dos cossos que sobresurten de la façana. Les finestres de la planta baixa, del segon pis i la torre tenen forma d'arc de mig punt i les del pis central rectangular. La façana a la part baixa té a la cara principal un estucat ratllat. Cal destacar les reixes dels baixos.

## Història
Edifici de planta quadrada, envoltada encara per una mica de jardí. Té planta baix ai dos pisos. Les cobertes són a dos vessants i terrat sobre la torre mirador. En el primer pis, a la banda sud-est, hi ha una terrassa amb dos cossos que sobresurten de la façana. Les finestres de la planta baixa, del segon pis i la torre tenen forma d'arc de mig punt i les del pis central rectangular. La façana a la part baixa té a la cara principal un estucat ratllat. Cal destacar les reixes dels baixos.